# 상하이 드래곤즈
상하이 드래곤즈(영어: Shanghai Dragons)는 오버워치 리그에 참가 중인 e스포츠 팀으로 2017년 9월 28일에 창단했고 현재 태평양 컨퍼런스 동부지구 소속으로 활동하고 있으며 2명의 코칭스태프와 1명의 선수만 중국인인 것을 제외하고는 선수단 전원이 한국인으로 구성된 팀이다. 2020 시즌부터는 모기업 넷이즈에서 8,500억을 투자해서 만든 상하이 e스포츠 파크(XinYeFang Studio)를 전용 홈 구장으로 사용할 예정이다.

## 오버워치 리그 역사

### 출범 시즌
중국 연고팀 발표 때만 하더라도 상당히 강하고 독특한 특징을 가진 실력의 팀이 될 것이라는 기대를 한 몸에 받았다. 그러나 프리 시즌에서 기대에 못 미치는 실력으로 인하여 11팀 가운데 최하위에 머물렀고 출범 시즌이 시작된 이후에도 스테이지 1부터 스테이지 4까지 단 1승도 거두지 못한 채 40전 전패라는 불명예스러운 기록을 갈아치웠고 이 덕분에 상하이는 다른 팀들의 승점 자판기로 전락하는 신세가 되었다.

### 2019 시즌
2019 시즌을 앞두고 상하이는 그리핀 출신의 손경우, 양성현, 양진혁, 루나틱 하이 출신의 조준환 등 한국 선수를 영입하며 전력을 강화했고 루웨이다를 제외한 중국 선수들은 모두 방출시켰다. 그리고 2019 시즌이 시작되고 2주차 경기에서 보스턴 업라이징을 상대로 승리를 거두며 드디어 기나긴 연패의 사슬을 끊었고 이에 힘입어 상하이는 2019 시즌 스테이지 3에서 창단 첫 우승을 맛보는 기쁨을 누렸다. 비록 스테이지 4에서는 222 역할 고정에 따른 메타 변화와 코치진의 잘못된 로스터 활용으로 인해 실망스러운 성적을 기록하기도 했지만 창단 첫 포스트시즌에 진출하여 플레이-인 스테이지 1라운드에서 전 시즌 그랜드파이널 준우승팀인 필라델피아 퓨전을 4-2로 물리쳤고 2라운드에서는 디펜딩 챔피언 런던 스핏파이어를 상대로 풀세트까지 가는 대접전 끝에 3-4로 아쉽게 석패하며 플레이오프에 오르지 못했다. 하지만 승점 자판기 신세로 전락했던 2018 시즌과는 달리 장족의 발전을 이뤄냈다.

2019년 9월 문병철 감독이 오버워치 리그 상하이 드래곤스에 합류해서 대대적인 리빌딩에 들어갔다. 그리고 2019년 12월 1일 중국 상하이에서 열린 ESM에서 우승했다. 항저우와 청두를 무실점으로 격파하였다. 청두도 광저우를 3대0으로 완승을 거두고 올라왔는데, 그런 청두를 상하이는 결승전에서 4대0으로 압살해 버렸다. 중국권 팀은 리그에서도 중상위권으로 평가 되는데, 이들과의 대회에서 무실 세트 우승한 것으로 보아, 상하이의 리빌딩은 성공적인 것으로 평가된다.

### 2020 시즌
출범 시즌의 농담은 결국 현실이 되었다. 필라델피아, 서울과 함께 스토브 리그에서 가장 파격적인 행보를 보인 팀으로써 태평양 컨퍼런스의 다크호스로 평가받고 있다. 여러차례 뛰어난 능력을 증명한 문병철 감독에게 전권을 준 상하이가 이번 시즌에는 TOP 6 이상으로 올라갈 수 있을지 주목되는 부분이다. 항간에서는 태평양 TOP 3로 올라설 것이라는 예측이 있다.
그리고 2020 시즌이 중반을 향해 달려가면서 리그의 최강팀들 반열에 당당하게 합류했다. 현재 많은 팀들이 가지는 문제점이 매주 바뀌는 밴픽에 따라서 팀의 경기력이 크게 변한다는 점이다. 상하이는 어떤 영웅이 밴이 되어도 띵, 디엠, 립, 플레타의 넓은 영웅폭을 최대한으로 활용해 다양한 조합을 완성도 높게 가져오면서 그 문제점을 완벽히 극복해내고 있다. 힐탱진들도 어느 팀과 견주어도 전혀 밀리지 않는다.
그리고 2020 시즌이 중반을 향해 달려가면서 리그의 최강팀들 반열에 당당하게 합류했다. 현재 많은 팀들이 가지는 문제점이 매주 바뀌는 밴픽에 따라서 팀의 경기력이 크게 변한다는 점이다. 상하이는 어떤 영웅이 밴이 되어도 띵, 디엠, 립, 플레타의 넓은 영웅폭을 최대한으로 활용해 다양한 조합을 완성도 높게 가져오면서 그 문제점을 완벽히 극복해내고 있다. 힐탱진들도 어느 팀과 견주어도 전혀 밀리지 않는다.
5월 기준으로 현재 뉴욕을 꺾고 단독 1위에 올라섰다. 아직 상하이와 경기를 하지 않은 필라델피아, 샌프란시스코를 제외하면 사실상 적수가 없다.
5월 토너먼트 우승 이후, 플레타-립-피어리스-보이드-이재곤-이자야키의 6인 로스터를 중심으로 팀이 운영되고 있다. 기존에 이미 최강자로 등극했던 돌진조합에 이어 6월의 경기에서는 2방벽 조합의 숙련도를 끌어올리며 2방벽 위주의 조합을 운영하는 팀들을 상대로도 피지컬과 운영 면에서 압도하는 모습을 보여주며 기존의 약점이라고 평가받던 2방벽 조합에 대한 숙련도를 거의 리그 최상위권으로 끌어올리는데 성공했다. 6월 토너먼트 이전 기준으로 18승 2패, 승률 90%를 달성하며 반쯤 태평양 디비전의 1위 자리를 확정지어 놓은 상태로 출범시즌의 40연패팀은 2년만에 결국 태평양의 패왕으로 등극했다.
하지만 겐지 버프 이후 확실한 겐지 전담 선수가 없다는게 약점으로 드러나고 있다. 플레타의 겐지도 수준급이기는 하나 광저우의 에일린에 밀려 섬머 쇼다운에서 준우승을 차지했다.
카운트다운 컵에서는 1번 시드를 받아 준결승에 자동 진출했으며 뉴욕을 만난 후, 승리해 결승에 진출했다. 결승에서는 서울과 청두를 꺾고 올라온 항저우를 우주관광 보내는 경악스런 경기력으로 4:0 셧아웃, 카운트다운 컵 우승과 함께 정규시즌 1위를 사실상 확정지었다.
그리고 마지막 28주차 런던과의 경기에서, 팬들에게 오랜만에 모습을 비춘 게구리 선수와 함께 3-0으로 런던에게 승리하면서 결국 정규시즌 1위가 확정되었다.

## 주요 성적
- 오버워치 리그 출범 시즌 12위 (태평양 컨퍼런스 6위)
- 오버워치 리그 2019 시즌 스테이지 3 우승
- 오버워치 리그 2019 시즌 포스트시즌 플레이-인 스테이지 2라운드
- 오버워치 리그 2020 5월 토너먼트 아시아 우승
- 오버워치 리그 2020 7월 썸머 쇼 다운 아시아 준우승
- 오버워치 리그 2020 8월 카운트 다운컵 아시아 우승
- 오버워치 리그 2020 정규 시즌 전체 1위
- 오버워치 리그 2020 플레이오프 전체 3위

## 선수단

### 코칭스태프
- 구단주 :  딩레이
- 단장 :  반양
- 감독 :  문병철
- 코치 :  신동수  김정민  손준영  송지훈
- 팀 매니저 :  천웨

### 선수
- DPS 
  -  Whoru 이승준
  -  Fleta 김병선
  -  LIP 이재원

- TANK
  -  Fate 구판승
  -  Void 강준우

- SUPPORT
  -  Izayaki 김민철
  -  LeeJaeGon 이재곤
  -  MOLLY